# Мемориальный комплекс Карасая и Агынтая батыров
Мемориальный комплекс Карасая и Агынтая батыров был открыт 15 октября 1999 года в селе Карасай батыра Айыртауского района Северо-Казахстанской области. Архитекторы комплекса — Бек Ибраев и Садвокас Агитаев.

## Описание

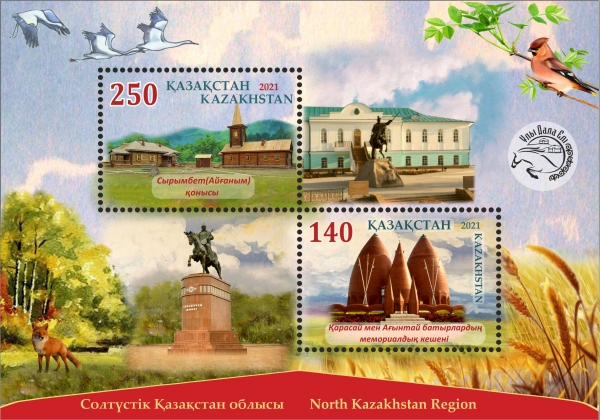
Мемориальный комплекс на почтовом блоке 2021 года

Мемориальный комплекс композиционно развивает традиции древнетюркских ставок каганов. Весь комплекс ориентирован своей главной осью на Мекку, куда направлен выступ михраба мечети. Вход в круг, ограждённый кирпичным забором, выделен двумя башнями и ведёт на площадку перед мавзолеями, предназначенную для моления и принесения в жертву барана. В углах площадки на гранитных основаниях установлены, как символы воинской доблести, перекрещённые копья из металлического профиля с бронзовыми накладками.
В центре круга расположены два мавзолея батыров характерных для Северного Казахстана эллипсоидных очертаний. Перед ними поставлена небольшая конусообразная поминальная мечеть, символически объединяющая мавзолеи. В центре между мавзолеями находится небольшой зал-пинакотека, где на стенах выполнены тексты на трёх языках, рассказывающие о героических делах батыров.
Величественные объёмы мавзолеев в верхней части инкрустированы элементами керамической поливной облицовки и завершаются куполами из 6-миллиметрового гнутого стекла на металлическом каркасе. Между стеклом и стенами устроена вентиляционная щель для просушки купола.
Двери в мавзолеи выполнены из металла, с накладками из резной латуни с покрытием под золото текстов из Корана. В отделке интерьеров применён керамический кирпич, куртинский и курдайский гранит. Надгробия, продолжая древнюю тюркскую традицию установки кулпытаса и койтаса над захоронением, выполнены из полированного красного курдайского гранита по шаблонам авторов. У каждого надгробия находится шырак, зажигая который, посетители могут обратиться к аруахам (духам) за помощью.
Другие существующие захоронения в границах округа обложены тротуарной плиткой, за пределами ограждены низкой кованой металлической оградкой.
Все основные конструкции мемориала выполнены из керамического кирпича маркой не менее 100, изготовленного по итальянской технологии. По верху стен проходят монолитные железобетонные пояса для ликвидации распора куполов. Верх межкупольного помещения покрыт слоем гидроизоляции — пропитка гидроизолом и полиэтиленовой плёнкой, с защитным слоем кирпича, положенного плашмя. Полы и поверхность площадки перед мавзолеем — из тротуарной плитки. Площадка перед комплексом выложена плиткой из натурального камня, установлены скамьи для отдыха, светильники на стойках из чугунного литья.
Габариты основных элементов комплекса: высота мавзолеев — 16 м, мечети — 12 м; размеры сооружения в плане — 19×13,5 м; диаметр окружности ограждения — 27 м.